# Акрефнион
Акрефнион (греч. Ακραίφνιον) — деревня в Греции. До 1933 года называлась Кардица (Καρδίτσα). Относится к общине Орхоменос в периферийной единице Беотия в периферии Центральная Греция. Находится на высоте 180 метров над уровнем моря к востоку от впадины озера Копаис, к востоку от озера Паралимни и к северо-западу от озера Илики, у подошвы гор Птоон (Птоя). С юга и запада деревню огибает автострада 1. Площадь 64,004 км². Население 1058 человек по переписи 2011 года.

## История
В 1,5 километрах от Акрефниона находится на большой относительной высоте (80 м) крупнейшая в области Копаиды пещера Саракино (Σπήλαιο Σαρακηνό). Широкий вход ведёт в просторный зал. В пещере непрерывно жили люди на протяжении всей доисторической эпохи от верхнего палеолита и неолита до бронзового века. В эпоху палеолита и неолита пещера (20 тысяч лет назад — 8-е тысячелетие до н. э.) использовалась охотниками и собирателями. Пещера интенсивно обживалась в неолите в 7—4-м тысячелетии до н. э. Найдено множество фигурок 5-го тысячелетия до н. э., связанных, вероятно, с религиозными обрядами. Также пещера использовалась как место захоронения. На это указывают могилы и разрозненные кости. Пещера использовалась в раннюю (3-е тысячелетие до н. э.) и среднюю бронзу. Найдены захоронения, металлические инструменты, следы костров, что является редкими находками деятельности человека в пещере в бронзовом веке. Пещера труднодоступна, систематические раскопки в ней не проводились. Обнаруженные находки хранятся в Археологическом музее Фив.
Близ деревни находился древний город Акрефия (Акрефий, Акрайфний), упоминаемый Страбоном и Павсанием. От города сохранились руины акрополя, храма Аполлона Птойского, который согласно Павсанию находился в 15 стадиях от города и упоминается Геродотом.
После Четвёртого крестового похода 1202—1204 гг. вошёл в Афинское герцогство. Во времена франкократии город в документах упоминался как Cardanica. В бухгалтерских записях османского периода в 1466 году упоминается как Кардица. Это название деревня сохранила до 1933 года. В 1466 году в деревне было 15 дворов, жители были арванитами.
После создания королевства Греция, 20 апреля 1835 года была создана община Акрефнион, в которую вошла деревня Кардица. 31 августа 1912 года (ΦΕΚ 262Α) община была упразднена и создано сообщество Кардица. 4 декабря 1997 года (ΦΕΚ 244Α) сообщество Кардица вошло в общину Акрефния. 7 июня 2010 года (ΦΕΚ 87Α) по программе «Калликратис» община Акрефния была упразднена и сообщество вошло в общину Орхоменос.
5 июля 1933 года (ΦΕΚ 179Α) деревня Кардица переименована в Акрефнион.

## Достопримечательности
В южной части деревни, на холме Виглица (Скопья, Βίγλιζα ή Σκοπιά) расположен храм Святого Георгия, построенный вероятно на месте древнего храма Диониса, упомянутого Павсанием. В аркосолии южной стены храма вероятно похоронен Антуан ле Фламенк, упомянутый в надписи в храме. 15 марта 1311 года Антуан ле Фламенк принял участие в битве при Кефиссе, один из двух рыцарей, воевавших на стороне франков и переживших битву.
Восточнее деревни находится женский монастырь Пелагия.

## Население
| Год  | Население, человек |
| ---- | ------------------ |
| 1991 | 1375               |
| 2001 | 1221               |
| 2011 | ↘ 1058             |